# Jejunoileografija
Jejunoileografija je radiološka preiskava tankega črevesa. Pacient v času slikanja z rentgenskimi žarki popije kontrastno sredstvo, ki navadno vsebuje barij oz. podobne snovi, te pa se iz prebavil ne vsrkajo v telo, temveč po zaužitju tečejo skozi prebavila in absorbirajo rentgenske žarke. Z več zaporednimi rentgenskimi posnetki je mogoče s pomočjo kontrastnega sredstva izdelati projekcijo delov prebavne cevi in morebitnih patoloških anomalijah.
Podobna preiskava širokega črevesja je irigografija.